# 歐弗魯瓦德河
46°23′50″N 6°55′08″E / 46.39717°N 6.91890°E

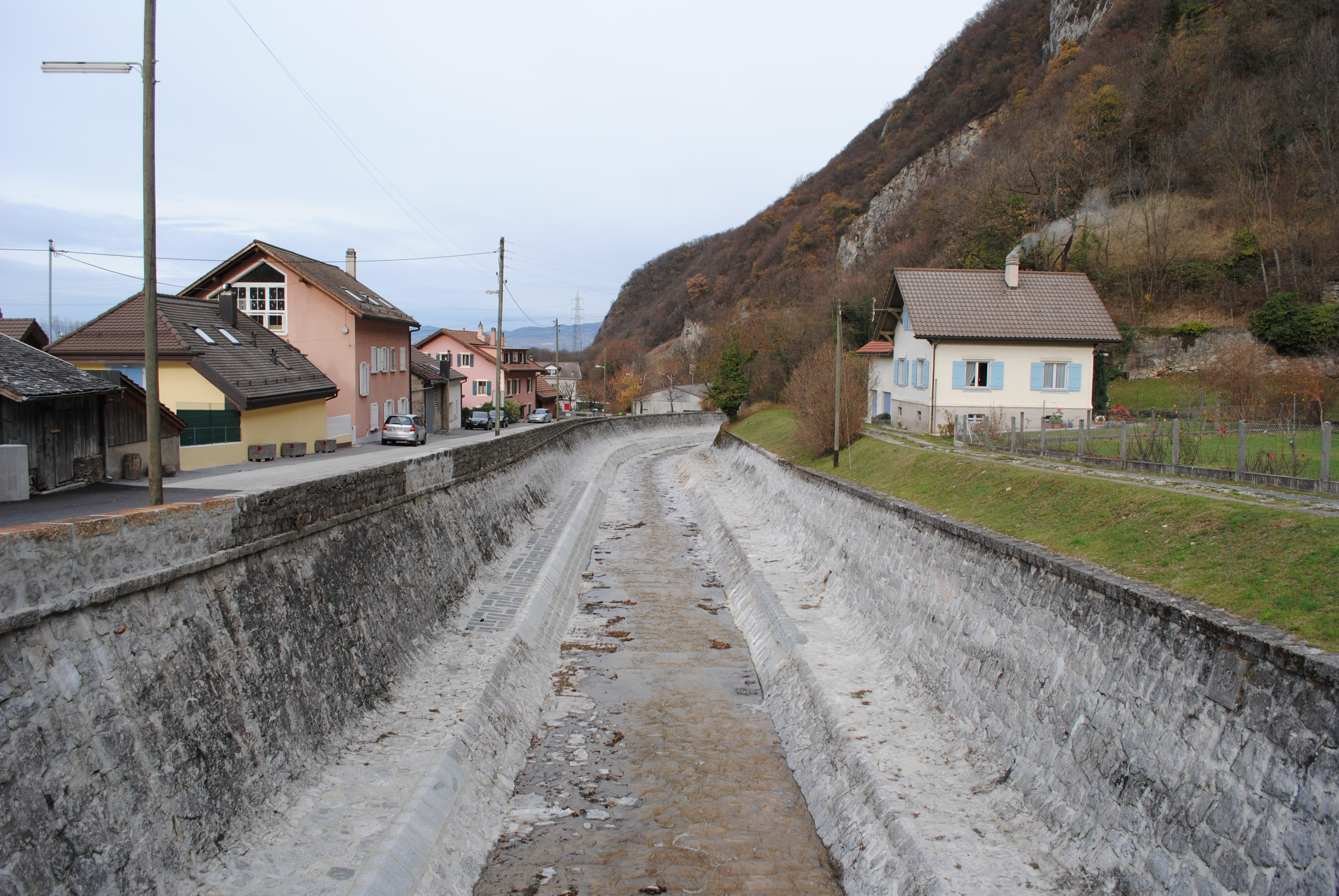

歐弗魯瓦德河是瑞士的河流，位於該國西部，流經沃州，屬於羅訥河的支流，河道全長11.3公里，流域面積23.4平方公里，發源自羅什東北面，最終在維勒訥沃附近注入萊芒湖。